# Život za život
Život za život (v originále Réparer les vivants) je francouzský hraný film z roku 2016, který režírovala Katell Quillévéré jako adaptaci románu Maylis de Kerangal. Snímek měl světovou premiéru na filmovém festivalu v Benátkách dne 4. září 2016.

## Děj
Tři mladí muži z Le Havru se vydají surfovat v Lamanšském průlivu. Cestou zpět mají autonehodu. Jeden z nich, Simon, skončí v nemocnici s mozkovou smrtí. Jeho rodiče se s touto situací těžko vyrovnávají. Mezitím v Paříži čeká žena na transplantaci srdce.

## Obsazení
| Tahar Rahim           | Thomas Rémige       |
| Emmanuelle Seignerová | Marianne            |
| Anne Dorval           | Claire              |
| Bouli Lanners         | doktor Pierre Révol |
| Kool Shen             | Vincent             |
| Monia Chokri          | Jeanne              |
| Alice Taglioniová     | Anne Guérande       |
| Karim Leklou          | Virgilio Breva      |
| Finnegan Oldfield     | Maxime              |
| Théo Cholbi           | Sam                 |
| Alice de Lencquesaing | Alice Harfang       |
| Galatéa Bellugi       | Juliette            |
| Andranic Manet        | Chris               |
| Irina Muluile         | Gisèle              |
| Steve Tientcheu       | Hamé Gaye           |
| Dominique Blancová    | Lucie Moret         |
| Danielle Arbid        | Elsa                |

## Ocenění
- César: nominace v kategorii nejlepší adaptace (Katell Quillévéré a Gilles Taurand)